# Éghezée
Éghezée är en kommun i Belgien.   Den ligger i provinsen Namur och regionen Vallonien, i den centrala delen av landet, 50 km sydost om huvudstaden Bryssel. Antalet invånare är 15 206.
Trakten runt Éghezée består till största delen av jordbruksmark. Runt Éghezée är det ganska tätbefolkat, med 120 invånare per kvadratkilometer.